# Beatrice Tinsley
Beatrice Muriel Hill Tinsley (Chester, 27 de janeiro de 1941 — 23 de março de 1981) foi uma astrônoma e cosmóloga neozelandesa, cujas pesquisas foram fundamentais para o conhecimento de como as galáxias evoluem.

## Biografia
Beatrice Muriel Hill Tinsley nasceu em Chester, Inglaterra, no dia 27 de janeiro de 1941. A segunda de três irmãs, emigrou para a Nova Zelândia com a sua família após a Segunda Guerra Mundial, onde obtiveram a nacionalidade neozelandesa. A família viveu primeiro em Christchurch, e, em seguida, por muito tempo em New Plymouth. O seu pai era um clérigo.
Enquanto estudava em Christchurch, Tinsley casou-se com o físico e colega universitário Brian Tinsley. Tinsley completou um mestrado em Ciências na Universidade de Canterbury em 1962. Eles mudaram-se em 1963 para os Estados Unidos, para Dallas, Texas. Em 1974, depois de anos de tentativas para arranjar tempo para a vida doméstica e para a carreira, ela resolveu abandonar a vida familiar para se tornar professora assistente na Universidade de Yale. Ela trabalhou lá até à sua morte por cancro, em 23 de março de 1981. As suas cinzas estão enterradas no cemitério dessa famosa universidade.
Tinsley não teve filhos, mas adotou duas crianças. Durante toda a sua vida profissional encontrou resistência e foi desprezada pelos seus colegas devido ao facto de ser mulher.
Ela foi pioneira no estudo de como as populações de estrelas envelhecem, afectando a qualidade da observação das galáxias e colaborou na investigação sobre se o universo é aberto ou fechado.
Universo aberto ou fechado
O que define se o Universo é aberto ou fechado é a massa total que existe no Cosmos. Acima de uma determinada densidade, a gravidade obriga o tecido do espaço-tempo a curvar-se, o que resulta num universo fechado. Se a densidade não for suficiente, o Universo é aberto, isto é, plano. As últimas observações indicam que o Universo é plano.
Astronomia e Cosmologia
Beatrice Tinsley foi astrónoma e cosmóloga. A diferença entre estas duas disciplinas é a seguinte: um astrónomo observa os astros do Universo e os astrofísicos estudam-nos. Um cosmólogo estuda o Universo em si, ou seja, não se preocupa com o que existe nele (exceto as galáxias), preocupa-se apenas com a sua estrutura, início e fim.

## Publicações selecionadas
- "An accelerating universe" 1975, Nature 257, 454 - 457 (9 October 1975); doi:10.1038/257454a0
- Correlation of the Dark Mass in Galaxies with Hubble type, 1981, Royal Astronomical Society, Monthly Notices, vol. 194, p. 63-75
- Relations between Nucleosynthesis Rates and the Metal Abundance, 1980, Astronomy and Astrophysics, vol. 89, no. 1-2, p. 246-248
- Stellar Lifetimes and Abundance Ratios in Chemical Evolution, 1979, Astrophysical Journal, Part 1, vol. 229, p. 1046-1056
- Colors as Indicators of the Presence of Spiral and Elliptical Components in N Galaxies, 1977, Publications of the Astronomical Society of the Pacific, vol. 89, p. 245-250
- Surface Brightness Parameters as Tests of Galactic Evolution, 1976, Astrophysical Journal, vol. 209, p. L7-L9
- The Color-Redshift Relation for Giant Elliptical Galaxies, 1971, Astrophysics and Space Science, Vol. 12, p. 394